# Dumitru Coarnă
Dumitru Coarnă (n. 5 iunie 1964, Prundu, România) este un deputat român, ales în 2020 din partea PSD. 
La alegerile parlamentare din 1 decembrie 2024 a candidat pe listele partidului S.O.S. România, fiind pe locul 1 la Camera Deputaților, București, circumscripția electorală 42. 
A făcut parte din partidul AUR între 19 iunie 2023 și 4 februarie 2024.